# 다중 지능 이론
다중 지능 이론(多重知能理論)은 하워드 가드너가 제시한 지능 이론이다. 인간의 지능은 서로 독립적이며 서로 다른 6~8가지 유형으로 다루어볼 수 있는 이러한 여러 능력으로 구성된다는 이론이다.
다중 지능 이론은 지능을 하나의 일반적인 능력에 의해 지배되는 것으로 보기보다는 특정한 '양식'으로 구분한다.
하워드 가드너는 1983년 그의 책 "마음의 틀: 다중 지능 이론"에서 이 모델을 제안했다

## 8가지 유형들
하워드 가드너는 제각기 다른 유형으로 아래의 8가지를 제시하고 있다.
1. 언어 지능
2. 논리-수학적 지능
3. 공간 지능
4. 신체-운동적 지능
5. 음악 지능
6. 개인 내 지능
7. 자연주의적 지능
8. 대인관계 지능

## 같이 보기
- CHC 이론
- 레이몬드 카텔
- 제임스 카텔
- 로버트 스턴버그
- 근접발달영역(ZPD)